# Кубок Европейской конфедерации волейбола среди женщин 2008/2009
29-й розыгрыш Кубка Европейской конфедерации волейбола (ЕКВ) среди женщин проходил с 4 ноября 2008 по 15 марта 2009 года с участием 32 клубных команд из 20 стран-членов Европейской конфедерации волейбола. Победителем турнира стала итальянская команда «Асистел Воллей» (Новара).

## Команды-участницы
| Страна      | Команда                                |
| ----------- | -------------------------------------- |
| Австрия     | «Шпаркассе Вилдкатс» (Клагенфурт)      |
| Азербайджан | «Азеррейл» (Баку)                      |
| Белоруссия  | «Атлант» (Барановичи)                  |
| Бельгия     | «Астерикс» (Килдрехт)                  |
| Бельгия     | «Датовок» (Тонгерен)                   |
| Германия    | «Роте-Рабен» (Фильсбибург)             |
| Греция      | «Панатинаикос» (Афины)                 |
| Испания     | «Альбасете» (Альбасете)                |
| Италия      | «Асистел Воллей» (Новара)              |
| Нидерланды  | «Лонга’59» (Лихтенворде)               |
| Нидерланды  | «Слидрехт Спорт» (Слидрехт)            |
| Польша      | «БКС Алупроф» (Бельско-Бяла)           |
| Португалия  | «Мадейра» (Фуншал)                     |
| Португалия  | «Рибейренше» (Лажиш-ду-Пику)           |
| Россия      | «Спартак» (Омск)                       |
| Россия      | «Уралочка-НТМК» (Свердловская область) |
| Румыния     | «Динамо» (Бухарест)                    |
| Румыния     | «Штиинца» (Бакэу)                      |
| Сербия      | «Динамо» (Панчево)                     |
| Сербия      | «Црвена Звезда» (Белград)              |
| Словакия    | «Допрастав» (Братислава)               |
| Словакия    | «Славия» (Братислава)                  |
| Турция      | «ДИО Каршияка» (Измир)                 |
| Турция      | «Фенербахче» (Стамбул)                 |
| Украина     | «Джинестра» (Одесса)                   |
| Украина     | «Круг» (Черкассы)                      |
| Франция     | «Альби» (Альби)                        |
| Франция     | «Канне-Рошвиль» (Ле-Канне)             |
| Хорватия    | «Банка-Пула» (Пула)                    |
| Хорватия    | «Пивовара-Осиек» (Осиек)               |
| Швейцария   | «Канти» (Шаффхаузен)                   |
| Швейцария   | «Цайлер» (Кёниц)                       |

## Система проведения розыгрыша
В розыгрыше участвует 32 команда. Соревнования состоят из трёх раундов плей-офф и финального этапа.
На всех стадиях плей-офф команды делятся на пары и проводят между собой по два матча с разъездами. Победителем пары выходит команда, одержавшая две победы. В случае равенства побед победителем пары становится команда, имеющая лучшее соотношение партий по итогам двух встреч. Если и соотношение партий равно, но назначается «золотой» сет (до 15 очков), победивший в которой выходит в следующую стадию турнира.
Победители четвертьфинальных серий выходят в финальный этап, который проводится в формате «финала четырёх» (два полуфинала и два финала — за 3-е и 1-е места).

## 1/16 финала
4-6.11/ 11-13.11.2008
 «Асистел Воллей» (Новара) —  «Шпаркассе Вилдкатс» (Клагенфурт)
5 ноября. 3:0 (25:17, 25:11, 25:21).
12 ноября. 3:0 (25:20, 25:17, 25:12).
 «Штиинца» (Бакэу) —  «Славия» (Братислава)
5 ноября. 3:0 (25:20, 25:23, 25:23).
12 ноября. 3:0 (25:19, 25:21, 27:25).
 «Црвена Звезда» (Белград) —  «Допрастав» (Братислава)
5 ноября. 3:0 (25:22, 25:21, 25:20).
13 ноября. 3:0 (25:20, 25:18, 25:19).
 «ДИО Каршияка» (Измир) —  «Слидрехт Спорт» (Слидрехт)
5 ноября. 1:3 (17:25, 25:18, 19:25, 15:25).
12 ноября. 0:3 (12:25, 15:25, 18:25).
 «Канне-Рошвиль» (Ле-Канне) —  «Уралочка-НТМК» (Свердловская обл.)
5 ноября. 3:1 (25:20, 23:25, 25:21, 25:20).
13 ноября. 0:3 (16:25, 18:25, 19:25).
 «Азеррейл» (Баку) —  «Лонга’59» (Лихтенворде)
4 ноября. 2:3 (22:25, 25:23, 25:15, 16:25, 15:17).
13 ноября. 2:3 (25:22, 25:19, 17:25, 25:27, 13:15).
 «БКС Алупроф» (Бельско-Бяла) —  «Панатинаикос» (Афины)
4 ноября. 3:1 (25:21, 24:26, 25:19, 25:15).
11 ноября. 3:0 (25:17, 25:13, 25:14).
 «Динамо» (Панчево) —  «Круг» (Черкассы)
5 ноября. 3:0 (25:22, 25:19, 25:16).
12 ноября. 0:3 (21:25, 24:26, 20:25). «Золотой» сет — 15:13.
 «Датовок» (Тонгерен) —  «Фенербахче» (Стамбул)
5 ноября. 0:3 (18:25, 18:25, 10:25).
12 ноября. 0:3 (20:25, 15:25, 14:25).
 «Мадейра» (Фуншал) —  «Атлант» (Барановичи)
6 ноября. 2:3 (31:29, 25:21, 15:25, 12:25, 9:15).
13 ноября. 2:3 (25:21, 25:22, 12:25, 14:25, 10:15).
 «Альбасете» —  «Спартак» (Омск)
5 ноября. 0:3 (23:25, 23:25, 21:25).
13 ноября. 0:3 (20:25, 13:25, 14:25).
 «Цайлер» (Кёниц) —  «Динамо» (Бухарест)
5 ноября. 3:1 (25:17, 15:25, 25:17, 25:14).
12 ноября. 3:2 (19:25, 22:25, 25:17, 25:18, 15:11).
 «Астерикс» (Килдрехт) —  «Роте-Рабен» (Фильсбибург)
6 ноября. 0:3 (20:25, 9:25, 24:26).
11 ноября. 1:3 (17:25, 7:25, 25:21, 16:25).
 «Джинестра» (Одесса) —  «Альби»
4 ноября. 3:1 (25:12, 23:25, 25:13, 25:20).
12 ноября. 3:0 (25:22, 26:24, 25:15).
 «Рибейренше» (Лажиш-ду-Пику) —  «Пивовара-Осиек» (Осиек)
5 ноября. 3:0 (25:9, 25:17, 25:15).
12 ноября. 2:3 (28:26, 25:22, 29:31, 19:25, 13:15).
 «Канти» (Шаффхаузен) —  «Банка-Пула» (Пула)
5 ноября. 3:0 (25:17, 25:17, 25:14).
12 ноября. 3:0 (25:14, 25:19, 25:13).
Выбывшие команды заявлены в 1/16-финала Кубка вызова ЕКВ.

## 1/8 финала
9-11.12/ 16-18.12.2008
 «Асистел Воллей» (Новара) —  «Штиинца» (Бакэу)
10 декабря. 3:0 (25:20, 25:17, 25:22).
18 декабря. 3:0 (25:18, 25:11, 26:24).
 «Црвена Звезда» (Белград) —  «Слидрехт Спорт» (Слидрехт)
11 декабря. 3:0 (25:19, 25:16, 25:17).
17 декабря. 1:3 (21:25, 25:15, 18:25, 20:25).
 «Лонга’59» (Лихтенворде) —  «Уралочка-НТМК» (Свердловская обл.)
11 декабря. 0:3 (20:25, 17:25, 11:25).
16 декабря. 0:3 (15:25, 15:25, 20:25).
 «БКС Алупроф» (Бельско-Бяла) —  «Динамо» (Панчево)
9 декабря. 3:0 (25:17, 27:25, 25:13).
17 декабря. 3:0 (25:17, 25:20, 25:14).
 «Атлант» (Барановичи) —  «Фенербахче» (Стамбул)
10 декабря. 1:3 (21:25, 18:25, 25:23, 17:25).
18 декабря. 1:3 (16:25, 25:21, 13:25, 19:25).
 «Спартак» (Омск) —  «Цайлер» (Кёниц)
9 декабря. 3:0 (25:19, 25:19, 25:18).
17 декабря. 3:0 (25:18, 25:22, 25:20).
 «Роте-Рабен» (Фильсбибург) —  «Джинестра» (Одесса)
10 декабря. 3:0 (25:21, 25:15, 25:15).
17 декабря. 2:3 (25:20, 25:20, 23:25, 24:26, 10:15).
 «Канти» (Шаффхаузен) —  «Рибейренше» (Лажиш-ду-Пику)
10 декабря. 2:3 (22:25, 25:18, 25:12, 24:26, 13:15).
16 декабря. 3:0 (25:22, 25:17, 26:24).

## Четвертьфинал
13-14.01/ 20-21.01.2009
 «Асистел Воллей» (Новара) —  «Црвена Звезда» (Белград)
14 января. 3:1 (25:17, 27:29, 25:21, 25:15).
21 января. 3:0 (25:23, 25:18, 25:22).
 «БКС Алупроф» (Бельско-Бяла) —  «Уралочка-НТМК» (Свердловская обл.)
13 января. 0:3 (15:25, 19:25, 29:31).
21 января. 0:3 (25:27, 23:25, 15:25).
 «Спартак» (Омск) —  «Фенербахче» (Стамбул)
14 января. 3:1 (17:25, 25:21, 25:16, 25:21).
21 января. 0:3 (23:25, 13:25, 6:25).
 «Канти» (Шаффхаузен) —  «Роте-Рабен» (Фильсбибург)
14 января. 3:2 (23:25, 25:23, 19:25, 25:22, 16:14).
20 января. 0:3 (17:25, 16:25, 21:25).

## Финал четырёх
14—15 марта 2009.  Новара.
Участники:
 «Асистел Воллей» (Новара) 

 «Роте-Рабен» (Фильсбибург)

 «Уралочка-НТМК» (Свердловская область)

 «Фенербахче» (Стамбул)

### Полуфинал
14 марта
 «Асистел Воллей» —  «Фенербахче»
3:0 (25:18, 25:22, 25:22)
 «Уралочка-НТМК» —  «Роте-Рабен»
3:2 (25:19, 26:24, 25:27, 15:25, 15:8)

### Матч за 3-е место
15 марта
 «Фенербахче» —  «Роте-Рабен»
3:1 (25:23, 25:19, 23:25, 25:13)

### Финал
| 15 марта 2009 | \| «Асистел Воллей» (Новара) \| 3:0 \| «Уралочка-НТМК» (Свердловская область) \| \| Наташа Осмокрович (14) Фэн Кунь (2) Сара Андзанелло (8) Кристина Барчеллини (12) Маргарета Козух (16) Паола Паджи (14) Паола Кардулло (либеро) Джильда Ломбардо Марта Бекис Кьяра Скарабелли Каролина Дзардо \| Голы \| Марина Марюхнич (4) Марина Шешенина Александра Пасынкова (7) Мария Дускрядченко (2) Мария Белобородова (1) Вероника Гомес (12) Елена Сенникова (либеро) Виктория Русакова (11) Яна Матиасовска \| | Новара «PalaTerdoppio» 3200 зрителей |
| Счёт по партиям — 25:18, 25:21, 25:13. Время матча — 1 час 04 минуты. Судьи: Адриан Флюкигер, Рафаэль Годой Алонсо.                                                                                          | | |
| «Асистел Воллей» (Новара) | 3:0 | «Уралочка-НТМК» (Свердловская область) |
| Наташа Осмокрович (14) Фэн Кунь (2) Сара Андзанелло (8) Кристина Барчеллини (12) Маргарета Козух (16) Паола Паджи (14) Паола Кардулло (либеро) Джильда Ломбардо Марта Бекис Кьяра Скарабелли Каролина Дзардо | Голы | Марина Марюхнич (4) Марина Шешенина Александра Пасынкова (7) Мария Дускрядченко (2) Мария Белобородова (1) Вероника Гомес (12) Елена Сенникова (либеро) Виктория Русакова (11) Яна Матиасовска |

### Итоги

#### Положение команд
| «Асистел Воллей» (Новара)              |
| «Уралочка-НТМК» (Свердловская область) |
| «Фенербахче» (Стамбул)                 |
| 4. «Роте-Рабен» (Фильсбибург)          |

#### Призёры
«Асистел Воллей» (Новара): Сара Андзанелло, Фэн Кунь, Валерия Россо, Паола Паджи, Кристина Барчеллини, Марта Бекис, Паола Кардулло, Джильда Ломбардо, Кьяра Скарабелли, Наташа Осмокрович, Маргарета Козух, Каролина Дзардо. Главный тренер — Лючано Педулла.
  «Уралочка-НТМК» (Свердловская область): Мария Белобородова, Мария Дускрядченко, Марина Марюхнич, Александра Пасынкова, Яна Матиасовска, Вероника Гомес Карабали, Елена Василевская, Виктория Русакова, Марина Шешенина, Елена Сенникова. Главный тренер — Николай Карполь.
  «Фенербахче» (Стамбул): Марина Тумас, Оксана Пархоменко, Эргюль Авджи, Фатма Сипахиоглу, Седа Токатиоглу, Неджла Эсепаша, Чигдем Расна, Валерия Коротенко, Ниса Кулиева, Аня Спасоевич, Элиф Гюльбайрак, Эда Эрдем. Главный тренер — Ян де Брандт.

#### Индивидуальные призы

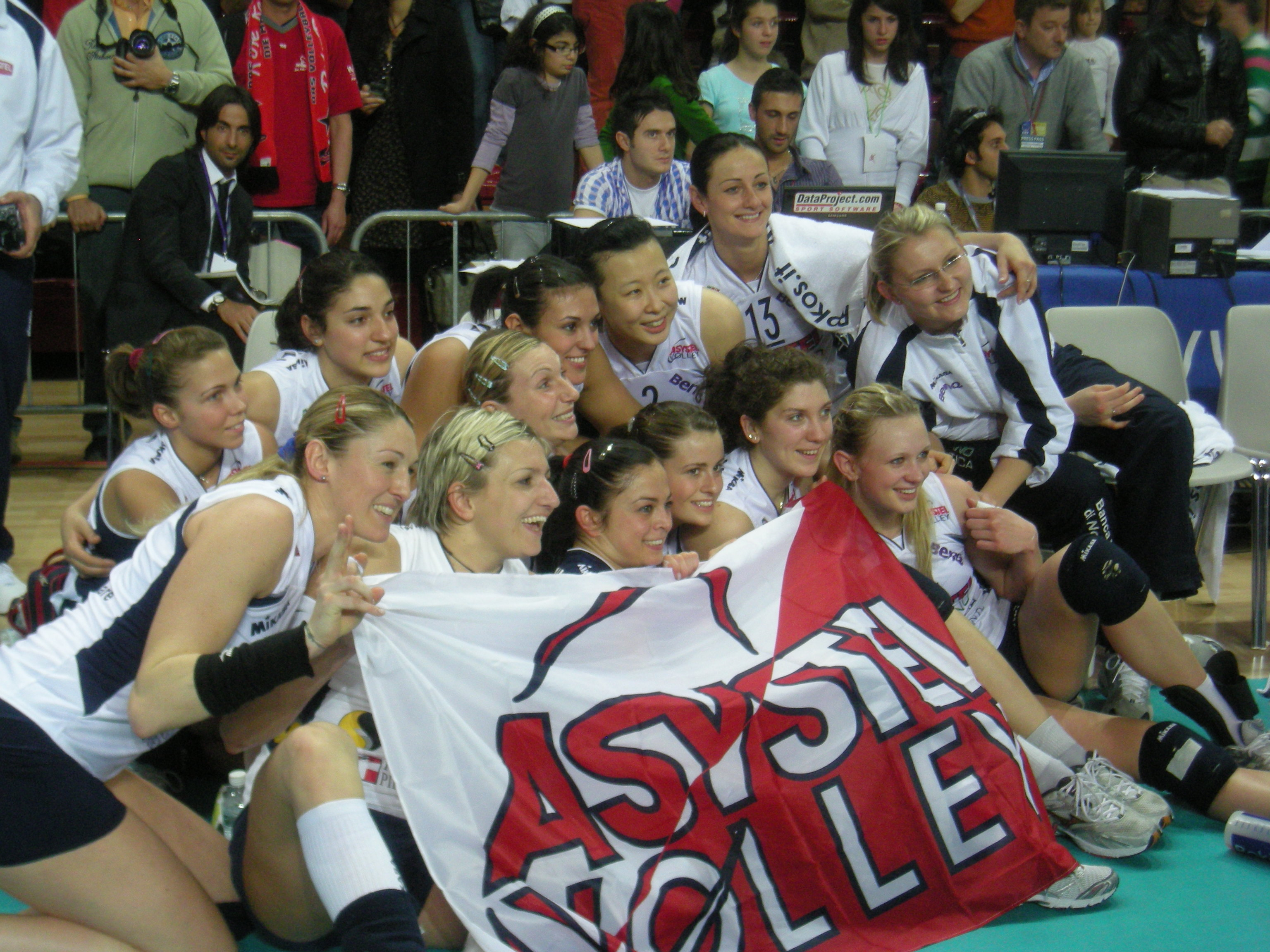
«Асистел» — обладатель Кубка ЕКВ 2009.

MVP: Кристина Барчеллини («Асистел Воллей»)
Лучшая нападающая: Катя Вюлер («Роте-Рабен»)
Лучшая блокирующая: Паола Паджи («Асистел Воллей»)
Лучшая связующая: Фэн Кунь («Асистел Воллей»)
Лучшая либеро: Валерия Коротенко («Фенербахче»)
Лучшая на подаче: Мария Дускрядченко («Уралочка-НТМК»)
Лучшая на приёме: Валерия Коротенко («Фенербахче»)
Самая результативная: Седа Токатиоглу («Фенербахче»)